# Шапиро, Лев Борисович
Лев Борисович Шапиро (8 марта 1927, Середина-Буда, Середино-Будский район, Глуховский округ, Украинская ССР, СССР — 21 января 2021, Москва, Россия) — советский государственный и партийный деятель, первый секретарь обкома КПСС Еврейской автономной области.

## Биография
Родился 8 марта 1927 в местечке Середина-Буда Середино-Будского района Глуховского округа Украинской ССР (ныне город в составе Середино-Будской городской общины Шосткинского района Сумской области Украины).
В 1949 году окончил Московский институт стали и сплавов.
С 1949 года — на общественной и политической работе. В 1949—1966 годах — контролёр, подручный сталевара, мастер, начальник смены, заместитель начальника цеха, начальник мартеновского цеха завода «Амурсталь».
В 1959 году вступил в КПСС.
В 1966—1970 годах — секретарь партийной организации завода «Амурсталь» в Комсомольске-на-Амуре.
В 1970—1987 годах — первый секретарь обкома КПСС Еврейской автономной области. В 1976—1982 годах — член ЦРК КПСС. В 1981—1989 годах — кандидат в члены ЦК КПСС.
В 1974—1989 годах — депутат Верховного Совета СССР IX—XI созывов. В 1987 году вышел на пенсию. В 1988 году переехал в Москву.
Избирался депутатом Верховного Совета РСФСР VIII созыва.
Скончался 21 января 2021 года в Москве. Похоронен на Востряковском кладбище (участок 43).